# Aeroporto di Osijek-Klisa
L'aeroporto di Osijek-Klisa (in croato: Zračna luka Osijek) (ICAO : LDOS - IATA : OSI) è un aeroporto situato presso la località di Klisa, 20 km a est-sud-est della città di Osijek in Croazia.

## Servizi
Il terminal ha una superficie di 1300 m², ospita tra i 200 e i 400 passeggeri all'ora e circa 100.000 a 150.000 all'anno. Contiene vari servizi aeroportuali:
- Terminal passeggeri per il traffico nazionale e internazionale
- Controllo passaporti
- Scambio di informazioni
- Caffè-bar, ristorante
- Noleggio auto, taxi, parcheggi